# Fabio Ongaro
Fabio Ongaro (ur. 23 września 1977 w Mestre) – włoski rugbysta, występujący na pozycji młynarza w Aironi, a także we włoskiej drużynie narodowej.
Z drużynami klubowymi zdobył mistrzostwo Włoch w sezonach: 1998–1999, 2000–01, 2002–03, 2003–04 i 2005–06, Puchar Włoch w sezonie 2004–05 i Superpuchar Włoch w 2006.
Debiutował w drużynie narodowej 11 listopada 2000 w meczu z Kanadą w Rovigo. Pierwsze przyłożenie zdobył 6 marca 2004 w meczu ze Szkocją w Rzymie. Ostatni mecz w reprezentacji rozegrał 17 marca 2012 roku przeciwko Szkotom podczas Pucharu Sześciu Narodów.
Uczestniczył w Pucharze Świata w 2003, 2007 i 2011.